# Bildungszentrum für Blinde und Sehbehinderte Nürnberg

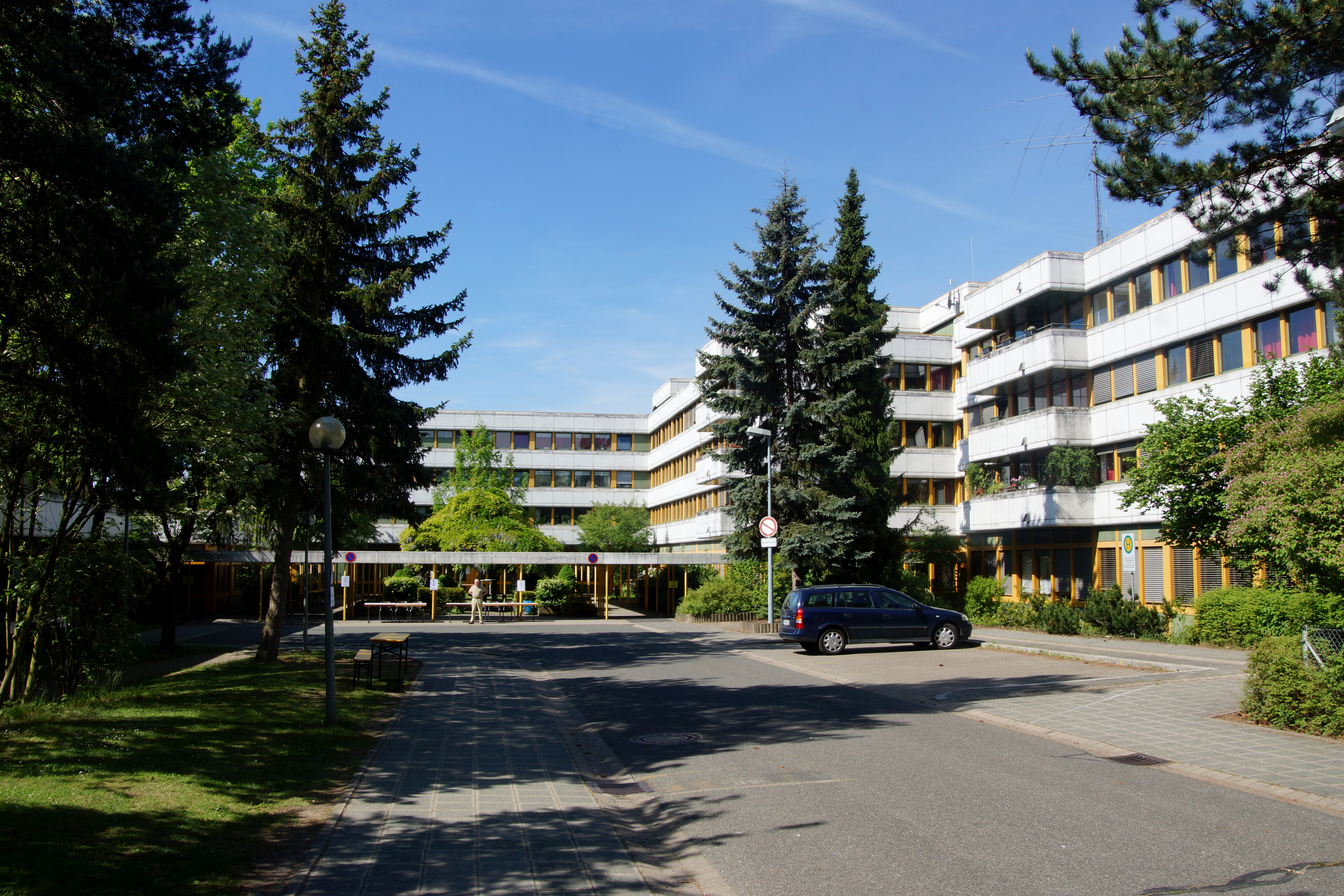
BBS Nürnberg

Das Bildungszentrum für Blinde und Sehbehinderte Nürnberg, kurz bbs nürnberg, Eigenschreibweise bbs nürnberg, mit Sitz in Nürnberg engagiert sich regional und überregional für blinde und sehbehinderte Menschen. 

## Angebote und Ziele
Zu den Bildungsbereichen gehören Frühförderung, ein Förderzentrum mit Grund- und Mittelschule (mit M-Zug), ein national platziertes Berufliches Schulzentrum und die mobile Beratung von sehgeschädigten Schülern in den nordbayerischen Bezirken. Weiterhin wird in den angeschlossenen Bereichen Internat und Tagesstätte durch Hinzuziehung von sehgeschädigtenspezifischen Fachdiensten Orientierungs- und Mobilitätstraining sowie Psychologischer Dienst angeboten. Als überregionales Förderzentrum betreibt das bbs nürnberg zwei Außenstellen für die Frühförderung in Regensburg und Kulmbach und ist mit über 250 Mitarbeitern für mehr als 800 Kinder, Jugendliche und Erwachsene mit Sehschädigung zuständig.

## Träger
Die Blindenanstalt Nürnberg e. V. wurde 1854 gegründet und ist Träger des bbs nürnberg. Die Mitglieder des Trägervereins sind die Bezirke Mittelfranken, Oberfranken, Unterfranken, Oberpfalz und Niederbayern, die katholische und evangelische Kirche und die Stadt Nürnberg, die gemeinsam die Angebote und Leistungen des Bildungszentrums stützen. Die Mitglieder des Trägervereins bilden den Verwaltungsrat.

## Geschichte
Am 19. Juni 1854 wurde durch den Nürnberger St. Johannisverein eine private Blindenschule eröffnet. Zuerst war diese nur für Kinder, seit 1888 auch für Erwachsene, mit Blindheit zuständig. Schon damals war die Religionszugehörigkeit für die Aufnahme, Förderung und Ausbildung nicht entscheidend. 1932 wurde die Blindenschule mit dem „Mittelfränkischen Blindenheim“, dem „Blindenunterstützungsverein“ und dem „Blindenbund“ zu einer Arbeitsgemeinschaft zusammengeschlossen. 1945 wurde die Tätigkeit eingestellt und nach einem Jahr konnte der Betrieb wieder aufgenommen werden. Ab 1955 wurde die Blindenanstalt um eine Schule für Menschen mit Sehbehinderung ergänzt.
Aus dem Lehrbetrieb wurde 1967 eine Sonderschule und übergeordnet der gemeinnützige Trägerverein Blindenanstalt Nürnberg gegründet. Mitglieder des Trägervereins waren und sind die fünf nordbayerischen Bezirke (Mittel-, Ober- und Unterfranken, Niederbayern und Oberpfalz), die beiden großen deutschen Kirchen und die Stadt Nürnberg. 1978 zog die Blindenanstalt in einen Neubau im Nürnberger Stadtteil Langwasser. Das BBS Nürnberg ist seither überregional tätig. In der Öffentlichkeit tritt die Einrichtung seit 2008 unter dem Namen bbs nürnberg auf.